# Metallica (álbum)
Metallica (comumente conhecido como The Black Album), é o quinto álbum de estúdio da banda estadunidense de heavy metal Metallica, lançado em 12 de agosto de 1991 pela Elektra Records. As sessões de gravação ocorreram no One on One Recording Studios em Los Angeles ao longo de um período de oito meses que frequentemente encontrou a banda em desacordos com seu novo produtor Bob Rock. O álbum marcou uma mudança na música da banda do estilo thrash metal de seus quatro álbuns anteriores para um som mais lento, pesado e refinado.
Metallica promoveu Metallica com uma série de turnês. Eles também lançaram cinco singles para promover o álbum: "Enter Sandman", "The Unforgiven", "Nothing Else Matters", "Wherever I May Roam" e "Sad but True", todos considerados algumas da canções mais conhecidas da banda. A faixa "Don't Tread on Me" também foi enviada às rádios de rock pouco tempo após o lançamento do álbum, porém não recebeu um lançamento comercial como single oficial.
Metallica foi recebido com ampla aclamação dos críticos musicais e tornou-se o álbum mais vendido da banda. Estreou no topo das tabelas de dez países e passou quatro semanas consecutivas na primeira posição da Billboard 200, sendo o primeiro álbum do Metallica a liderar o gráfico estadunidense. Com mais de 30 milhões de cópias vendidas mundialmente, Metallica é um dos álbuns mais vendidos de todos os tempos, bem como um dos álbuns mais vendidos nos Estados Unidos desde que o rastreamento do Nielsen SoundScan começou. Em 1992, o álbum ganhou o prêmio de Melhor Performance de Metal no Grammy Awards. Em 2012, álbum recebeu o certificado de 16× platina da Recording Industry Association of America (RIAA) pelas mais de 16 milhões de unidades comercializadas nos Estados Unidos, tornando-se o primeiro álbum da era SoundScan a conquistar o feito. 
A banda tocou Metallica na ordem inversa durante a 2012 European Black Album Tour. Em 2020, o álbum foi classificado na 235ª posição da lista dos 500 Melhores Álbuns de Todos os Tempos da revista Rolling Stone. Em dezembro de 2019, Metallica tornou-se o quarto lançamento na história norte-americana a permanecer na Billboard 200 durante 550 semanas. Também se tornou o segundo título tradicional a passar mais tempo nos gráficos, atrás apenas de The Dark Side of the Moon (1973) de Pink Floyd.

## História
O álbum, Metallica, homônimo da banda, foi logo apelidado de "O Álbum preto" e assim se tornou conhecido pelos fãs. A virada no estilo musical foi clamada pela crítica e pelo público, surpreendeu e ampliou o alcance banda no mercado da música. 
Ao adotar melodias mais simples, rock mais lento e aproximar-se da raiz do Heavy Metal, Metallica encontrou um estilo inovador, ora pesado, ora leve. Nas criações do The Black Album, os riffs rápidos em staccato e os vocais gritados, presentes nos primeiros quatro álbuns da banda, deram lugar a melodias mais simples e harmônicas, como por exemplo em  "Nothing Else Matters", cujo arranjo e orquestração de "Nothing Else Matters" foram feitos por Michael Kamen.
As letras deste álbum escritas por James Hetfield são muito mais pessoais e introspectivas do que as encontradas nos álbuns anteriores do Metallica. "The God That Failed", por exemplo, fala da morte de sua mãe de câncer e de suas crenças na ciência cristã, que a fizeram recusar tratamento médico. "Nothing Else Matters" expressa a conexão de Hetfield com uma namorada enquanto ele estava na estrada.
Este álbum também acaba com a tradição do Metallica de ter uma faixa instrumental e de longa duração.

### Produção
O álbum foi produzido por Bob Rock, que foi originalmente chamado apenas para mixá-lo depois que a banda ficou impressionada com seu trabalho como produtor no álbum Dr. Feelgood do Mötley Crüe. Inicialmente a banda não estava interessada em ter Bob Rock como produtor do álbum, mas mudaram de ideia após Lars Ulrich afirmar:
| “ | Sentimos que temos a melhor gravação dentro de nós e Bob pode nos ajudar a torná-la real. | ” |

O som do Black Album teve uma diferença marcante em relação à produção simples dos álbuns anteriores. Bob Rock alterou a rotina e a agenda de gravação de banda de forma tão profunda que os membros chegaram a jurar nunca mais trabalhar com Bob de novo. A tensão entre a banda e o produtor foi registrada nos documentários A Year and a Half in the Life of Metallica e Classic Albums: The Black Album. Ambos exploram e documentam o intenso e difícil processo de gravação que resultou no Black Album.
Apesar das controvérsias entre a banda e Bob Rock, eles continuaram a trabalhar juntos nos anos seguintes, até o álbum St. Anger, de 2003.

## Recepção da crítica
| Críticas profissionais | Críticas profissionais |
| Avaliações da crítica  | Avaliações da crítica  |
| Fonte                  | Avaliação              |
| ---------------------- | ---------------------- |
| AllMusic               | [ 6 ]                  |
| Entertainment Weekly   | B+                     |
| Q                      | [ 8 ]                  |
| Rolling Stone          | [ 9 ]                  |

Metallica foi recebido com grande aclamação tanto por jornalistas de heavy metal quanto por publicações tradicionais, incluindo NME, The New York Times e The Village Voice. Na Entertainment Weekly, David Browne o chamou de "o ciclone de speed metal preeminente do rock" e disse: "O Metallica pode ter inventado um novo gênero: o thrash progressivo". Mark Cooper, da revista Q, disse que achou revigorante a evitação do álbum das metáforas tipicamente desajeitadas do metal e da produção brilhante ; ele disse: "O Metallica consegue reacender o tipo de intensidade que incendiou nomes como Black Sabbath antes que o metal se apaixonasse por seus próprios clichês". David Cavanagh, da revista Select, acredita que o álbum não tem artifícios e é "desarmantemente genuíno". Em sua crítica para a Spin, Alec Foege achou as harmonias da música vividamente executadas e disse que o Metallica mostra sua "versatilidade recém-descoberta" em canções como "The Unforgiven" e "Holier than Thou". Robert Palmer, escrevendo na Rolling Stone, disse que várias músicas soam como "clássicos do hard rock" e que, além de "Don't Tread on Me", Metallica é um "álbum exemplar de rock & roll maduro, mas ainda arrasador". Em seu guia para os álbuns do Metallica até aquele ponto, Greg Kot do Chicago Tribune recomendou o álbum como "um ótimo lugar para os neófitos do Metallica começarem, com suas músicas mais concisas e produção explosiva".

## Lista de faixas
Todas as faixas foram escritas por James Hetfield e Lars Ulrich, exceto onde indicado, e produzidas por Bob Rock, Hetfield e Ulrich.
| Metallica – Edição padrão |                        |                               |         |  |
| N.º                       | Título                 | Compositor(es)                | Duração |  |
| 1.                        | "Enter Sandman"        | Hetfield Ulrich Kirk Hammett  | 5:31    |  |
| 2.                        | "Sad but True"         |                               | 5:23    |  |
| 3.                        | "Holier than Thou"     |                               | 3:48    |  |
| 4.                        | "The Unforgiven"       | Hetfield Ulrich Hammett       | 6:27    |  |
| 5.                        | "Wherever I May Roam"  |                               | 6:46    |  |
| 6.                        | "Don't Tread on Me"    |                               | 4:01    |  |
| 7.                        | "Through the Never"    | Hetfield Ulrich Hammett       | 4:03    |  |
| 8.                        | "Nothing Else Matters" |                               | 6:29    |  |
| 9.                        | "Of Wolf and Man"      | Hetfield Ulrich Hammett       | 4:17    |  |
| 10.                       | "The God That Failed"  |                               | 5:05    |  |
| 11.                       | "My Friend of Misery"  | Hetfield Ulrich Jason Newsted | 6:50    |  |
| 12.                       | "The Struggle Within"  |                               | 3:54    |  |
| Duração total:            | Duração total:         | Duração total:                | 62:31   |  |

| Metallica – Edição japonesa (faixa bônus) |           |                                                       |         |  |
| N.º                                       | Título    | Compositor(es)                                        | Duração |  |
| 13.                                       | "So What" | Chris Exall Clive Blake Nick Culmer Djahanshah Aghssa | 3:08    |  |

## Desempenhos nas paradas
| Parada (1991)                         | Melhor posição |
| ------------------------------------- | -------------- |
| Austrália (ARIA)                      | 1              |
| Áustria (Ö3 Austria Top 40)           | 5              |
| Bélgica (Ultratop Flandres)           | 69             |
| Canadá (Billboard)                    | 1              |
| Dinamarca (Hitlisten)                 | 69             |
| Finlândia (Suomen virallinen lista)   | 4              |
| França (SNEP)                         | 53             |
| Alemanha (Offizielle Deutsche Charts) | 1              |
| Irlanda (IRMA)                        | 27             |
| Japanese Albums (Oricon)              | 3              |
| México (Top 100)                      | 42             |
| Países Baixos (Dutch Charts)          | 6              |
| Nova Zelândia (RMNZ)                  | 1              |
| Noruega (VG-lista)                    | 1              |
| Espanha (PROMUSICAE)                  | 49             |
| Suécia (Sverigetopplistan)            | 4              |
| Suíça (Schweizer Hitparade)           | 1              |
| Reino Unido (UK Albums Chart)         | 1              |
| Estados Unidos (Billboard 200)        | 1              |

| Parada           | Posição |
| ---------------- | ------- |
| US Billboard 200 | 62      |

| Parada(1992)     | Posição |
| ---------------- | ------- |
| US Billboard 200 | 7       |

| Parada (1993)    | Posição |
| ---------------- | ------- |
| US Billboard 200 | 32      |

| Parada (1994)    | Posição |
| ---------------- | ------- |
| US Billboard 200 | 71      |

| Parada (1995)    | Posição |
| ---------------- | ------- |
| US Billboard 200 | 94      |

| Parada (1996)    | Posição |
| ---------------- | ------- |
| US Billboard 200 | 91      |

| Parada (1990-1999) | Posição |
| ------------------ | ------- |
| US Billboard 200   | 8       |

## Certificações
| País           | Certificação                           | Vendas      |
| -------------- | -------------------------------------- | ----------- |
| Alemanha       | Platina - Bundesverband Musikindustrie | 1.500.000+  |
| Argentina      | 5× Platina - CAPIF                     | 300.000+    |
| Austrália      | 12× Platina - ARIA                     | 840.000+    |
| Áustria        | 2× Platina - ARIA                      | 100.000+    |
| Canadá         | Diamante - Music Canada                | 1.000.000+  |
| Estados Unidos | 16× Platina - RIAA                     | 16.648.000+ |
| Finlândia      | 2× Platina - IFPI Finlândia            | 118.856+    |
| França         | Platina - SNEP                         | 487.600+    |
| Itália         | Ouro - FIMI                            | 50.000+     |
| México         | Platina - AMPROFON                     | 250.000+    |
| Noruega        | 3× Platina - IFPI Noruega              | 150.000+    |
| Nova Zelândia  | 10× Platina RIANZ                      | 150.000+    |
| Países Baixos  | Platina - NVPI                         | 100.000+    |
| Polónia        | Platina - ZPAV                         | 200.000+    |
| Reino Unido    | 2× Platina - BPI                       | 900.000+    |
| Suécia         | 2× Platina - GLF                       | 200.000+    |
| Suíça          | 3× Platina - IFPI Suíça                | 150.000+    |

## Créditos

### Musicais
Banda
- James Hetfield – vocal, guitarra rítmica, violão, sitar, solo em "Nothing Else Matters"
- Lars Ulrich – bateria, percussão
- Jason Newsted – baixo
- Kirk Hammett – guitarra solo

Músico adicional
- Michael Kamen – arranjo orquestral em "Nothing Else Matters"

### Técnicos
- Bob Rock, James Hetfield, Lars Ulrich – produção
- Randy Staub, Mike Tacci – engenharia de som
- George Marino – masterização
- Michael Wagener, Mark Wilzcak – mixagem
- Metallica, Peter Mensch – conceito da capa
- Don Brautigam – ilustrador
- Ross Halfin, Rick Likong, Rob Ellis – fotógrafos